# Do dzwonka Cafe
Do dzwonka Cafe – polski sitcom młodzieżowy, stworzony przez Disney Channel będący spin-offem popularnego serialu Do dzwonka. „Do dzwonka Cafe” składa się z 15 dziesięciominutowych odcinków. Całość akcji rozgrywa się w kawiarni, prowadzonej przez grupkę przyjaciół. Potwierdzony został 14 maja 2012 roku przez Disney Channel oraz różne media.

## Fabuła[1]
Akcja Do dzwonka Cafe rozgrywa się w kawiarni prowadzonej przez grupkę szkolnych przyjaciół. Domi, Mati, Beatka, Konrad, Natka, Martyna i Tadzio zrobią wszystko, aby ich biznes okazał się sukcesem – nakręcą własną reklamę, poproszą o pomoc jednego z popularnych kucharzy, zmontują robota – kelnera, wyśpiewają menu, dadzą pokaz disco oraz zaproszą tłum siedmiolatków. W Do dzwonka Cafe nie brakuje muzyki, tańca, dobrego humoru, a przede wszystkim prawdziwej przyjaźni. Każdy odcinek poświęcony jest nowej sytuacji, w której muszą odnaleźć się głównie bohaterowie.

## Obsada[1]
| Aktor               | Rola               | Serie | Odcinki |
| ------------------- | ------------------ | ----- | ------- |
| Główna obsada       |                    |       |         |
| Agnieszka Doczyńska | Dominika „Domi”    | 1     |         |
| Magdalena Osińska   | Natalia „Natka”    | 1     |         |
| Wojciech Rotowski   | Mateusz „Mati”     | 1     |         |
| Piotr Janusz        | Konrad „Kondziu”   | 1     |         |
| Jakub Nowak         | Tadeusz „Tadzio”   | 1     |         |
| Julia Chatys        | Martyna „Martynka” | 1     |         |
| Justyna Bojczuk     | Beata „Beatka”     | 1     |         |
| Karol Osentowski    | Zbigniew „Zbych”   | 1     |         |
| Weronika Piła       | Kasia „Kaśka”      | 1     |         |

### Występy gościnne
- Anna Dereszowska – mama Matiego,
- Zbigniew Zamachowski – tata Zbycha,
- Wojciech Pokora – Tadzio z przyszłości,
- Ewa Wencel – klientka kawiarni,
- Michał Żurawski – biznesmen,
- Jędrzej Taranek – student I,
- Michał Napiątek – student II,
- Marcin Zarzeczny – student III,
- Adam Sztaba – on sam,
- Paweł Golec – on sam,
- Adam Wójcik – on sam,
- Joseph Seleesto – on sam.
- Jeremi Protas – Fryderyk.

## Odcinki
| Seria | Odcinki | Premiera serii       | Finał serii   |
| ----- | ------- | -------------------- | ------------- |
| 1     | 15      | 27 października 2012 | 2 lutego 2013 |

### Seria 1: 2012–2013
| 1 | Mama Matiego                  | 27 października 2012 |
| Mama Matiego wprowadza nowe rządy w „Do dzwonka Cafe”. Konrad, Natka, Martyna i Beatka chcą przekonać Matiego, by zwolnił swoją matkę. Natka, Konrad i Mati chcą się pozbyć mamy Matiego, a Beatka i Martyna chcą wyciągnąć sugestie klienta, podejrzewając, że sugestia jest zła na temat Beatki. Pod koniec odcinka, mama Matiego opuszcza kafejkę i dostaje inną pracę. |                               |                      |
| 2 | Światła, kamera, akcja        | 3 listopada 2012     |
| Pracownicy „Do dzwonka Cafe” głosują na najlepszy pomysł, by kafejka stała się sławna. Pomysł Natki okazuje się sukcesem, ale gdy nie ma kamer i świateł do nakręcenia reklamy, Tadzio pomaga jej. Okazuje się, że Tadzio traktuje reklamę za poważnie. Dzięki pewnej dziewczynce, Tadziowi udaje się zrobić reklamę. Pod koniec odcinka, sukcesem okazuje się być piosenka Konrada i Matiego. |                               |                      |
| 3 | Konkurs                       | 10 listopada 2012    |
| Gdy do kafejki mieli przyjechać testerzy, by skontrolować kafejkę, Zbychu uwalnia robota Tadzia, który wywołuje chaos. Podczas gdy Tadzio próbuje uspokoić robota, Zbychu robi różne rzeczy, by zamknąć „Do dzwonka Cafe”. Okazuje się, że testerzy to tylko goście, a prawdziwi testerzy pojawiają się dopiero pod koniec odcinka. |                               |                      |
| 4 | Idealna para                  | 17 listopada 2012    |
| Tadzio robi sprzęt, za pomocą którego chce zobaczyć, ile ma wspólnego z Natką. Wynalazek Tadzia wykrywa 99% między Beatką a Konradem. Tymczasem Beatka chodzi po parku w stroju shake’a, ale Konrad nie uznaje jej pomysłu i wybucha między nimi otwarta wojna. Tadzio stara się pogodzić ich, by udowodnić Matiemu, że jego sprzęt się nie mylił. Tymczasem, Domi losuje, kto będzie chodził na zmianę z Beatką w kostiumie shake’a. Wypada na nią, ale kiedy Mati widzi, jak Domi każe podpisywać ludziom petycję „Zamknąć Do dzwonka Cafe!”. Okazuje się to Zbychu, którego namówiła Domi, która miała randkę. Beatka i Konrad się godzą i śpiewają piosenkę „Niby Niemożliwe”. Pod koniec odcinka, sprzęt Tadzia wykrywa 99% między Domi a Matim, ale ci się kłócą i Mati goni Domi, a Tadzio wyrzuca swój sprzęt. |                               |                      |
| 5 | Śmiech to zdrowie             | 24 listopada 2012    |
| Konrad nie ma funduszy, aby naprawić dziurę w dachu. Urządza więc noc kawałów. Niespodziewanie Konrad przechodzi pod drabiną i okazuje się, że to naprawdę przynosi pecha ponieważ chłopak dowiaduje się, że kierowca który wiózł artystów pojechał za daleko. Postanawiają więc, że to oni rozbawią publiczność. W tym czasie Martyna przynosi krasnala ogrodowego do kafejki myśląc, że nakręci tym biznes. Okazuje się, że Kaśka boi się Krasnali. |                               |                      |
| 6 | Show-biznes                   | 1 grudnia 2012       |
| Martyna zostaje managerem kafejki. Kolejny wynalazek Tadzia maszyna, która na zamówienie daje to, co każdy chce. Oba te pomysły okazują się sukcesem. Zbychu zmienił oprogramowanie w wynalazku i teraz nie działa jak powinna a co gorsze wszelkie wiadomości elektryczne nie są wyświetlane w całości. Martyna daje wskazówki Matiemu jak przebić się w show-biznesie. Do kafejki przychodzi Paweł Golec i okazuje się, że Mati musi szybko zmienić repertuar. Postanawia więc zaśpiewać z Kasią piosenkę, która zachwyciła artystę. |                               |                      |
| 7 | Śnieg                         | 8 grudnia 2012       |
| Są święta. Zbychu robi dowcipy pracownikom kafejki. Nagle kafejkę zasypuje śnieg i nikt nie może wyjść. Mati, Konrad, Domi, Tadzio, Beatka, Natka, Kasia i Martyna chcą się na nim zemścić i straszą chłopca. W końcu Zbychu zaczyna się bać i pomaga wyjść z kafejki. |                               |                      |
| 8 | Szef kuchni                   | 15 grudnia 2012      |
| Kafejkę odwiedza Joseph Seleesto sławny kucharz i postanawia dać lekcje gotowania ekipie z kafejki. Przyjaciele bardzo się starają aby wszystko było dobrze, lecz niestety nic im nie wychodzi. Gdy przez przypadek Tadzio daję muffinkę Natki z pokrzywą, okazuje się ona najlepszą babeczką, jaką jadł kucharz. |                               |                      |
| 9 | Musi być muzyka               | 22 grudnia 2012      |
| 10 | Rzut za trzy                  | 29 grudnia 2012      |
| 11 | Klątwa                        | 5 stycznia 2013      |
| 12 | I Love You                    | 12 stycznia 2013     |
| 13 | Piękno tkwi w środku          | 19 stycznia 2013     |
| 14 | Tadzio z przyszłości          | 26 stycznia 2013     |
| 15 | Dziewczyna z małym lusterkiem | 2 lutego 2013        |